# 孔範
孔 範（こう はん、生没年不詳）は、南朝陳の後主の寵臣。字は法言。本貫は会稽郡山陰県。

## 経歴
孔岱の子として生まれた。若くして学問を好み、経書や史書を広く渉猟した。陳の太建年間、江夏王陳伯義の下で宣恵長史をつとめた。後主が即位すると、都官尚書となり、江総らとともに幇間となった。孔範は容姿と振る舞いが優雅で、文章は内容が豊かで美しく、さらに五言詩を得意としたことから、後主に最も親愛された。後主は過失を聞くことを嫌ったため、良くないことがあるたびに、孔範は必ず文章を飾って事実を曲げ、称揚賛美した。孔貴人が後主に寵愛されるようになると、孔範は孔貴人と兄妹の契りを結んだ。後主による寵遇は厚くなり、孔範の提言が聞き入れられるようになった。朝廷の公卿たちはみな孔範を恐れ、孔範自身も驕り高ぶって、文武に才能あるかのように思い込んだ。孔範が外任の将軍たちを批判し、施文慶がこれを追認したことから、将軍たちはわずかな過失を咎められて失脚し、その兵権は文吏に分配された。
禎明2年（588年）、隋が南征の軍を発したことから、陳の官僚たちは防備の強化を上申したが、施文慶がこれを邪魔しており、後主は方針を決めかねていた。孔範が「長江は天与の塹壕であり、古来から南北を隔ててまいりました。北虜の軍がどうして飛び越えることができましょうか。辺境の将軍たちは功績を作りたいと、事を大げさに言い立てているのです。臣は位は卑しいですが、虜軍がもしやって来れるのでしたら、これを平定して太尉公となりましょう」と上奏した。ある人が北軍では馬が死んでいると虚言を言いふらし、孔範が「これが我が軍の馬なら、どうして死んだりいたしましょうか」と応じた。後主は笑って頷き、このため防備は強化されなかった。
禎明3年（589年）、隋の将軍の賀若弼が南徐州（京口）を陥落させて城主の荘元始を捕らえ、韓擒虎が南豫州（姑熟）を落として、水軍都督の高文泰を破った。孔範は中領軍の魯広達とともに白塔寺に駐屯した。孔範はもともと軍人との交際がなかったため、まともな兵を集められず、行商人や浮浪者を多く従え、高句麗・百済・崑崙の傭兵たちを指揮下に置いた。将軍の任蛮奴や司馬消難は持久を主張して、城を固く守り出戦しないよう主張したが、孔範が功績を欲して主戦論を唱えたため、持久策は採用されなかった。孔範の部隊は隋軍と会戦するにあたって布陣する前に逃走し、孔範は脱出して逃げ隠れた。ほどなく後主とともに長安に入った。孔範の悪行が知られるようになり、隋の文帝は孔範と王瑳・王儀・沈瓘を四罪人と名づけて、遠方に配流した。

## 伝記資料
- 『南史』巻77 列伝第67